# Josep Palau i Fabre

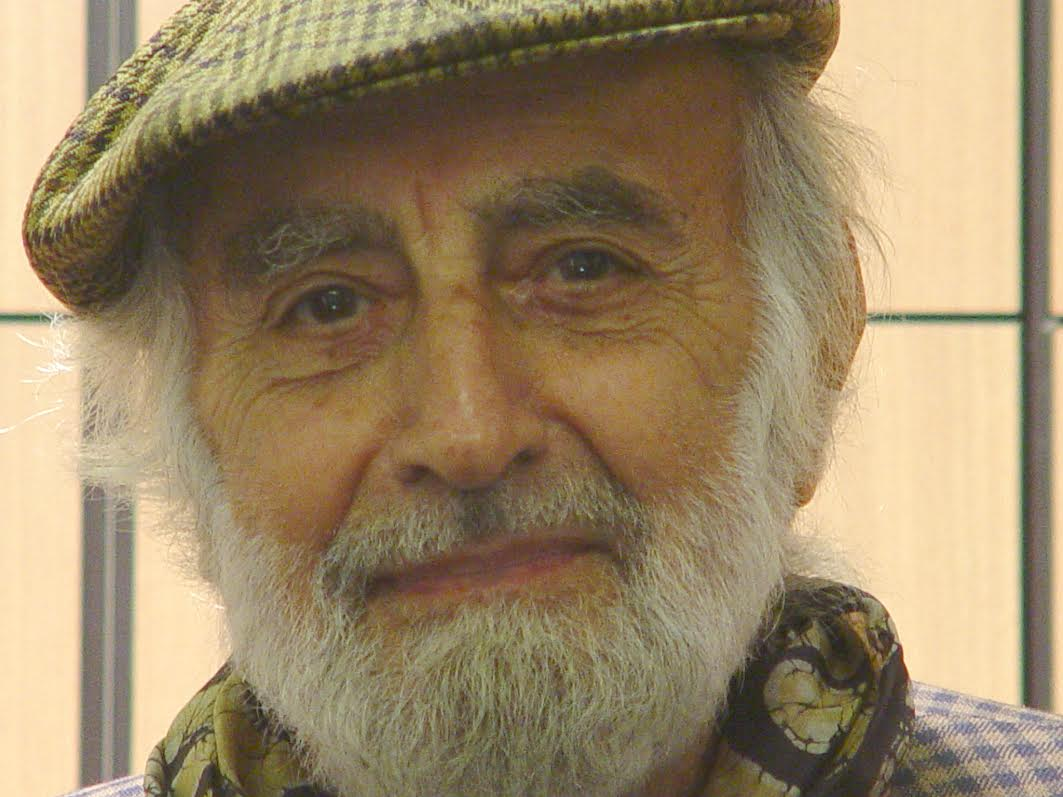
Josep Palau i Fabre

Josep Palau i Fabre (* 21. April 1917 in Barcelona; † 23. Februar 2008 ebenda) war ein katalanischer Schriftsteller und Kunstkritiker.

## Leben
Josep Palau i Fabre, Sohn eines katalanischen Malers, studierte Geisteswissenschaften. Als Oppositioneller und Aktivist setzte er sich für die Freiheit der Kunst in der Franco-Ära ein. Er wurde in den 1950er-Jahren zunächst mit erotischen Gedichten bekannt; sein 1952 erschienenes Werk Poemes de l’alquimista wurde unter dem Franco-Regime verboten. Er verbrachte 15 Jahre im französischen Exil.
Er war ein Künstler mit umfassendem Werk. Als Dichter, Dramaturg, Erzähler und Essayist veröffentlichte er zahlreiche Erzählungen, Gedichte und Theaterstücke zumeist in katalanischer Sprache, aber auch in Spanisch und Französisch. Er war Gründer und Herausgeber der Literatur-Zeitschrift Poesía, später der Zeitschrift Ariel. Weltweit bekannt wurde er mit seinen über zwanzig Publikationen über Pablo Picasso wie Doble assaig sobre Picasso (1964), El Gernika de Picasso (1979) und Picasso cubisme (1990); er galt als einer der größten Experten über das Leben und Werk von Picasso.
2003 wurde die Fundació Palau (‚Palau-Stiftung‘) in Caldes d’Estrac nach ihm benannt. Die Stiftung dokumentiert seine persönlichen Freundschaften mit Picasso, Antonin Artaud, Octavio Paz, Jean Cocteau, Federico García Lorca, Rafael Alberti und anderen Künstlern des 20. Jahrhunderts.